# Тилафуши (остров)
Тилафуши (мальд. ތިލަފުށ) — искусственный остров, изначально созданный в качестве городской свалки в 6,9 км к западу от Мале. Административно остров относится к атоллу Каафу и находится между необитаемыми островами Гираавару и Гулифалу в атолле Северный Мале на Мальдивах.
Размеры острова 3,5 км х 0,2 км, население около 1000 человек.

## История
До 1992 года Тилафуши был мелководной лагуной Тилафалу длиной 7 км и шириной 200 м. В ходе дискуссий о решении проблемы утилизации мусора столицы Мале, 5 декабря 1991 года было принято решение о создании искусственного острова на месте Тилафалу путём утилизации мусора. Первый груз мусора был направлен на остров 7 января 1992 года.
В первые годы освоения в лагуне были вырыты ёмкости для мусора, песок был использован для сооружения стен по периметру ёмкостей. Отходы из Мале складировались в ёмкости, которые затем засыпались поверху строительным мусором и выравнивались коралловым песком. Изначально отходы не сортировались.

## Индустриализация

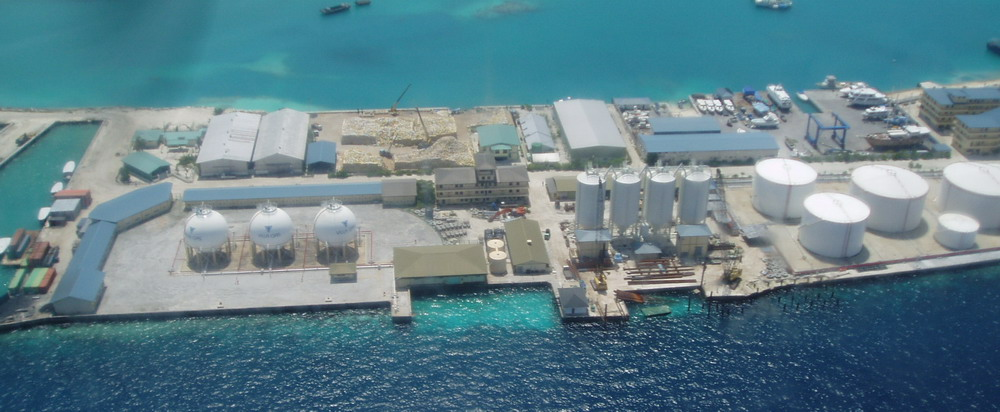
Тилафуши-2, крупнейшая промзона

Сегодня Тилафуши имеет площадь около 0,43 км². В ноябре 1997 года было принято решение о предоставлении земли в аренду для промышленных целей. В течение 10 лет 54 арендатора взяли в аренде 0,11 км². Вскоре после этого было восстановлено ещё 0,2 км² суши (Тилафуши-2) с помощью песка — для более тяжелых промышленных сооружений.
В настоящее время на острове действуют судостроительные предприятия, предприятия по упаковке цемента, бутилированию метана, а также различные складские помещения.